# Dorothy Dearing
Dorothy Dearing (17 de abril de 1913 – 19 de abril de 1965) fue una actriz estadounidense. Es mejor conocida por aparecer en Up the River (1938), Free, Blonde and 21 (1940) y The Great Profile (1940). Se casó con el actor Roland Drew en 1946, y ambos tuvieron un hijo.
Murió en Beverly Hills, California. Está enterrada con su esposo en Angeles Abbey Memorial Park, Compton, California.

## Filmografía
| Año  | Título                       | Papel                                          | Notas           |
| ---- | ---------------------------- | ---------------------------------------------- | --------------- |
| 1933 | Dancing Lady                 | Corista                                        | (sin acreditar) |
| 1935 | Redheads on Parade           | Escribana                                      | (sin acreditar) |
| 1935 | Piernas de Seda              | Bailarina                                      | (sin acreditar) |
| 1936 | Song and Dance Man           | Showgirl                                       | (sin acreditar) |
| 1936 | Girls' Dormitory             | Student                                        | (sin acreditar) |
| 1938 | Alexander's Ragtime Band     | Girl at Recital                                | (sin acreditar) |
| 1938 | Up the River                 | Martha Graham                                  |                 |
| 1939 | Tail Spin                    | Volante                                        | (sin acreditar) |
| 1939 | Wife, Husband and Friend     | Mrs. Price                                     |                 |
| 1939 | Hotel for Women              | Miss Wilson                                    | (sin acreditar) |
| 1939 | Hollywood Cavalcade          | Chica con Michael en una fiesta de aniversario | (sin acreditar) |
| 1939 | Swanee River                 | Papel menor                                    | (sin acreditar) |
| 1940 | City of Chance               | Laura Rhinelander                              | (sin acreditar) |
| 1940 | The Blue Bird                | Cypress                                        | (sin acreditar) |
| 1940 | Little Old New York          | Chica en fiesta de cena                        | (sin acreditar) |
| 1940 | Free, Blonde and 21          | Linda                                          |                 |
| 1940 | Girl in 313                  | Emmy Lou Bentley                               |                 |
| 1940 | The Great Profile            | Debutante                                      |                 |
| 1940 | Murder Over New York         | Mrs. Percy                                     | (sin acreditar) |
| 1940 | Hudson's Bay                 | Girl                                           | (sin acreditar) |
| 1941 | Tall, Dark and Handsome      | Corista                                        | (sin acreditar) |
| 1941 | That Night in Rio            | Modelo                                         | (sin acreditar) |
| 1941 | The Great American Broadcast | novia de Bruce                                 | (sin acreditar) |
| 1941 | Moon Over Miami              | Miss Martha Winton                             | (sin acreditar) |
| 1941 | We Go Fast                   | Rubia en el bar                                | (sin acreditar) |
| 1941 | I Wake Up Screaming          | Chica en la mesa                               | (sin acreditar) |
| 1942 | My Gal Sal                   | hermana de Sally                               | (sin acreditar) |
| 1942 | Thunder Birds                | Enfermera en prácticas de la Cruz Roja         | (sin acreditar) |